# Alfred Hilbe
Alfred J. Hilbe (Schaan, 22 de julho de 1928 – Feldkirch, 31 de outubro de 2011) foi chefe de governo do Principado do Liechtenstein após 18 de Março de 1970 até 27 de março de 1974. Ele pertencia à União Patriótica.

## Biografia
Durante seu mandato, o Liechtenstein assinou um acordo com a CEE e, em 1971, o Principado realizou uma ampla reforma escolar.
Por seus serviços, o Príncipe Franz Josef II concedeu-lhe o título de Conselheiro Príncipe e a Grã-Cruz da Ordem do Mérito do Principado de Liechtenstein.